# دنيس كروز
دنيس كروز هو سياسي أمريكي، ولد في 7 أكتوبر 1946 في أوبرن في الولايات المتحدة. نشط حزبياً في الحزب الجمهوري. وقد انتخب عضو مجلس ولاية إنديانا ‏ وانتخب عضو مجلس نواب إنديانا ‏.